# الطاقة الكامنة (علم نفس)
النشاط أو الطاقة الذهنية أو النفسية مفهوم يُعبِر عن النشاط الذي يدفع عمل العقل أو النفس. ومن منظور الكثير من علماء النفس والأعصاب في العصر الحديث، تُعَد هذه الطاقة مُكافِئًا لعملية الأيض في الخلايا العصبية الموجودة بالمخ.

## المنظور الفلسفي
تعود فكرة الطاقة الذهنية إلى المفهوم الذي وضعه أرسطو، وهو الفعالية والاحتمالية (actus et potentia). تُستخدَم كلمة «الطاقة» هنا بالمعنى الحرفي لها، وهو «النشاط» أو «العمل». وقد عرّف هنري موور في ديوان قصائده Psychodia platonica (أغنية الروح الأفلاطونية)، الذي أصدره في عام 1642، «الطاقة النفسية» بأنها تشمل كل صورة من صور النفس. أما جوليان سوريل هاكسلي، فيُعرّف «الطاقة الذهنية» بأنها «القوة الدافعة للنفس، والمشاعروالعقل» (كتاب On living in a revolution (حول الحياة في ثورة)، xv.19، عام 1944).

## منظور التحليل النفسي
في بحثه الأنا والهو (The Ego and the Id)، أشار فرويد إلى أن الهو هو مصدر رغبات النفس، ومن ثم الطاقة النفسية التي تحرك العقل. وعرّف فرويد الرغبة الجنسية بأنها القوة أو الطاقة الغريزية. وقد أضاف فيما بعد أن محرك الموت (الذي يتضمنه الهو أيضًا) مصدر ثانٍ للطاقة الذهنية.
في عام 1928، نشر كارل يونغ مقالاً مهمًا بعنوان «حول الطاقة النفسية». وشهد، بعد ذلك، كلٌ من نظرية الديناميكا النفسية ومفهوم «الطاقة النفسية» مزيدًا من التطور على يد شخصيات مثل ألفريد أدلر وميلاني كلين.
مثلما تعمل الطاقة الفيزيائية مع الأجسام المادية، تعمل الطاقة النفسية مع التكوينات النفسية، مثل الأفكار. والقوة والطاقة النفسيتان هما الأساس الذي تقوم عليه محاولة صياغة نظرية علمية تُطبَق فيه قوانين دقيقة على الظواهر النفسية على نحو مشابه لتطبيق قوانين نيوتن على الأجسام المادية. هذا المفهوم للطاقة النفسية مختلف ومنفصل كليةَ عن - بل ويناقض أيضًا - المفهوم الروحاني في الثقافة الشرقية للطاقة الروحانية.
طُرِح مفهوم «الديناميكا النفسية» في عام 1874 عند نشر Lectures on Physiology (محاضرات في الفسيولوجيا) بقلم عالم الفيزيولوجيا إيرنست فيلهلم فون بروكو الذي افترض - بالتعاون مع عالم الفيزياء هيرمان فون هيلمهولتس الذي شارك في صياغة القانون الأول للديناميكا الحرارية (الحفاظ على الطاقة) - أن جميع الكائنات الحية عبارة عن نظم طاقة يحكمها هذا المبدأ أيضًا. وفي ذلك العام، كان بروكو في جامعة فيينا يشرف على سيجموند فرويد، الطالب آنذاك بالسنة الأولى في كلية الطب، والذي تبنى هذا المفهوم للفسيولوجيا «الديناميكية». وفي Lectures on Physiology (محاضرات في الفسيولوجيا)، طرح بروكو الرأي - المتطرف آنذاك - بأن الكائن الحي نظام ديناميكي تسري عليه القوانين الكيميائية والفيزيائية.
يرى جون بولبي أن نموذج فرويد الأساسي القائم على أسس الكيمياء والفيزياء تعود أصوله إلى بروكو، وماينرت، وبروير، وهيلمهولتز، وهيربارت.

## منظور علم الأعصاب
كثيرًا ما قورنت الطاقة الذهنية بطاقة الكمية الفيزيائية، أو تم الربط بينهما.
توصلت الدراسات التي أُجريت في الفترة ما بين التسعينينات من القرن العشرين والعقد الأول من القرن الحادي والعشرين (وقبل ذلك) إلى أن الجهد الذهني يمكن قياسه من ناحية تزايد الأيض في المخ. ويشير منظور علم الأعصاب المعاصر إلى أن الأيض في المخ، والذي يتم قياسه باستخدام التصوير بالرنين المغناطيسي الوظيفي أو التصوير المقطعي بالإصدار البوزيتروني، يرتبط بالنشاط الذهني.

## كتابات أخرى
- Jung, C.G. (1960). On the Nature of the Psyche. Princeton: Princeton University Press. مؤرشف من الأصل في 2022-04-07. {{استشهاد بكتاب}}: الوسيط غير المعروف |الرقم المعياري= تم تجاهله يقترح استخدام |ردمك= (مساعدة)
- Laplanche, J.|Jean Laplanche and Pontalis, J.B. (1974). The Language of Psycho-Analysis. Trans. Donald Nicholson-Smith. New York: W. W. Norton & Company, 1974.

## وصلات خارجية
- Psychic Energy & Psychoanalytic Theory